# The Curse of the Jade Scorpion
The Curse of the Jade Scorpion (br O Escorpião de Jade / pt A Maldição do Escorpião de Jade) é um filme teuto-norte-americano de comédia, de 2001, realizado por Woody Allen.

## Sinopse
C.W. Briggs (Woody Allen) é, segundo ele mesmo, o melhor investigador de seguros dos anos 40. Briggs se orgulha de conseguir capturar qualquer trapaceiro entrando em sua mente e desvendando seus mistérios. Entretanto, desta vez Briggs tem um desafio diferente: precisa capturar um ladrão que utiliza poderes hipnóticos oriundos do Escorpião de Jade. Sabendo que está sendo perseguido pelo investigador, o criminoso passa a controlar mentalmente Briggs e envolvê-lo em um roubo de jóias.

## Elenco
- Woody Allen.... C.W. Briggs
- Helen Hunt.... Betty Ann Fitzgerald
- Charlize Theron.... Laura Kensington
- Dan Aykroyd.... Chris Magruder
- Elizabeth Berkley.... Jill
- Kaili Vernoff.... Rosie
- John Schuck.... Mize
- John Tormey.... Sam
- Brian Markinson.... Al
- Peter Gerety.... Ned

## Prêmios e indicações

### Prêmios
Festival de Stiges
- Melhor Filme: 2001

## Banda Sonora[3]
| Sophisticated Lady Music by Duke Ellington Two Sleepy People Music by Hoagy Carmichael Lyrics by Frank Loesser Performed by Earl 'Fatha' Hines Tuxedo Junction Written by Buddy Feyne, William Johnson, Julian Dash & Erskine Hawkins Performed by Dick Hyman & The Rainbow Room All Stars How High The Moon Music by Morgan Lewis Lyrics by Nancy Hamilton Performed by Dick Hyman & The Rainbow Room All Stars | In a Persian Market Written by Albert W. Ketèlbey Performed by Wilbur De Paris Flatbush Flanagan Written by Harry James Performed by Harry James Sunrise Serenade Music by Frankie Carle Lyrics by Jack Lawrence Performed by Glenn Miller |